# 暗黑射带蜗牛
暗黑射带蜗牛（学名：Laeocathaica dolani）为巴蜗牛科射带蜗牛属的动物，是中国的特有物种。分布于四川等地，生活环境为陆地，一般生活于山区潮湿的灌木丛中、落叶石块下以及多腐殖质处。